# Mieczysław Wariwoda
Mieczysław Wariwoda (ur. 1 lipca 1915 w Kowlu, zm. 20 lipca 2007 w Otwocku) – oficer Wojska Polskiego, działacz emigracyjny.

## Życiorys
Walczył w kampanii wrześniowej 1939 roku. Dostał się do niewoli radzieckiej. Był więźniem obozu w Kozielsku, a później w Murmańsku i Archangielsku. W 1941 roku wstąpił do Polskich Sił Zbrojnych w ZSRR. Od 1943 roku służył w 2 Korpusie Polskim. W 1944 roku walczył w kampanii włoskiej. Został ranny w czasie bitwy o Monte Cassino. W czasie leczenia, w szpitalu wojskowym, poznał swoją przyszłą żonę, sanitariuszkę Krystynę, córkę Teofila Hajosa.
W 1964 został awansowany przez władze RP na uchodźstwie do stopnia majora piechoty. Od 24 września 1968 do 8 października 1973 pełnił stanowisko delegata delegata Rządu RP na okręg hrabstwa Nothingham. Został awansowany przez Juliusza Nowina-Sokolnickiego, samozwańczego Prezydenta Wolnej Polski na Wychodźstwie: 1 stycznia 1978 roku na „generała brygady”, 15 sierpnia 1988 roku na „generała dywizji” i 11 listopada 1989 roku na „generała broni”.
Od 5 grudnia 1985 roku był zastępcą komendanta głównego Polskiej Organizacji Wojskowej i Niepodległościowej „Pogoń”, a po śmierci generała brygady Zygmunta Czarneckiego (24 grudnia 1989 roku) został komendantem głównym. 19 marca 2007 roku ustąpił ze stanowiska i przekazał pełnienie obowiązków służbowych „generałowi brygady” Leszkowi Kozakowi, który dwa lata później został komendantem głównym i awansował na „generała dywizji”.

## Ordery i odznaczenia
- Krzyż Kawalerski Orderu Odrodzenia Polski (15 sierpnia 1969)[5]
- Złoty Krzyż Zasługi (1973)[6]
- Order Męczeństwa i Zwycięstwa
- Krzyż Pamiątkowy Monte Cassino nr 19301[7]
- Order Przelanej Krwi za Ojczyznę
- Krzyż Walki o Wolność i Niepodległość z Mieczami
- Krzyż Niezłomnych
- Medal za Długoletnie Pożycie Małżeńskie (24 stycznia 1995)[8]